# John Biffen
William John Biffen, Baron Biffen, född 3 november 1930 i Bridgwater, Somerset, död 14 augusti 2007 i Shrewsbury, Shropshire, var en brittisk konservativ politiker. Under 36 år var han ledamot av underhuset och representerade valkretsen Oswestry i Shropshire från 1961 till 1983, följt av North Shropshire (efter en förändring av valkretsindelningen) från 1983 till 1997.
Biffen tjänstgjorde i Margaret Thatchers regering som Chief Secretary to the Treasury (ungefär vice finansminister) 1979–1981, handelsminister 1981–1982 och som ledare för underhuset 1982–1987 samt som lordsigillbevarare 1983–1987. År 1987 avskedades han från regeringen av Thatcher. År 1997 förlänades han icke ärftlig pärsvärdighet med titeln Baron Biffen och blev livstidsledamot av överhuset. Från 1980-talet och framåt var Biffen en mycket aktiv debattör i EG/EU-frågor och var ofta kritisk till EG/EU:s byråkrati.